# St. Godehard (Bremen-Hemelingen)

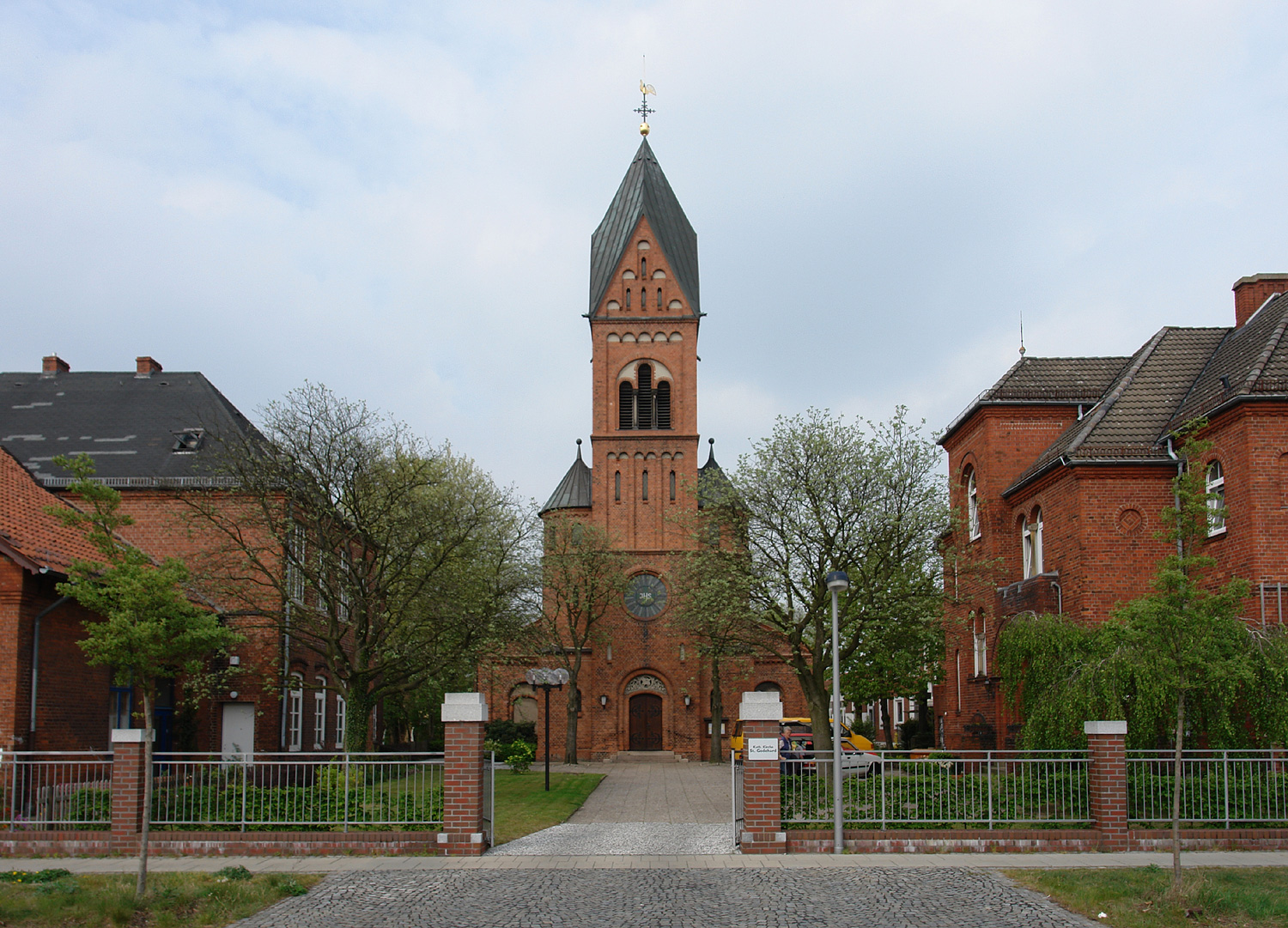
Ehemalige Schule, Kirche St. Godehard und Gemeindehaus

Die Kirche St. Godehard ist ein römisch-katholischer Kirchenbau in Bremen-Hemelingen. Er wurde 1899–1900 nach Entwurf der Bremer Architektengemeinschaft von Friedrich Wellermann und Paul Frölich im Stil der der Neuromantik erbaut. Der Bereich um Kirche und Pfarrhaus steht seit 2000 als Gesamtanlage unter Denkmalschutz.

## Geschichte
Die ursprüngliche St.-Josephs-Gemeinde begann sich im Jahr 1863 nach Ankunft des ersten Missionars in Hemelingen zu formieren. Nachdem der erste Gottesdienst in einem Tabakschuppen stattgefunden hatte, wurde im Herbst 1863 eine kleine Kapelle an der Godehardstraße errichtet. Ab 1866 war der Priester und Glockenexeperte Carl Otto als Missionar in Hemelingen tätig, wo er 1873/4 mit seinem Bruder Franz Otto eine Glockengießerei gründete. Am 13. August 1899 erfolgte die Grundsteinlegung der St.-Josephs-Kirche. Die feierliche Weihe fand am 4. August 1907 statt. Am Neujahrstag 1941 wurde der Bau bei einem Luftangriff schwer beschädigt. Nach Kriegsende fand am 29. April 1945 der erste Gottesdienst in der instandgesetzten Kirche statt. Zur Gemeinde gehörte auch eine Schule, die links von der Kirche steht.
Als Gemeinde in der preußischen Provinz Hannover gehörte die Gemeinde zum Bistum Hildesheim. Im Jahre 1969 gliederte die Bischofskongregation die Pfarrei in das Bistum Osnabrück um, dem seitdem alle Gemeinden im Lande Bremen südlich der Lesum angehören. Weil es im Dekanat Bremen schon in Oslebshausen eine St.-Josef-Gemeinde gab, wurde im Dezember 1969 beschlossen, die Kirche dem Patrozinium des Heiligen Godehard von Hildesheim zu unterstellen, um damit an die Vergangenheit der Gemeinde als Teil des Bistums Hildesheim zu erinnern. Dieser Beschluss wurde im Juli 1973 per Dekret aus Rom genehmigt.
Anfang 2007 schlossen sich die katholischen Gemeinden im Bremer Osten zur Pfarrgemeinde St. Raphael zusammen.

## Ausstattung
Der  Altar besteht aus Sandstein und weist neoromanische Formen auf. Tabernakel und Ambo wurden von Claus Kilian (Braunschweig) entworfen, sie bestehen aus Bronze und sind mit Bergkristallen geschmückt.

## Orgel
Die Orgel stammt vom Orgelbaumeister Wolfgang Böttner und wurde 1967 gefertigt. Die Vorgängerorgel war seit 1910 im Dienst. Die Orgel wurde 1979 umgebaut. Sie verfügt über eine mechanische Traktur und 15 Register auf zwei Manualen und Pedal.

## Glocken
Die Glockengießer Otto, beginnend mit dem Priester Carl Otto und seinem Bruder Franz, aber auch die Söhne Ernst Karl und Anton Ferdinand waren Mäzene der katholischen Gemeinde in Hemelingen. Sie gossen mit ihrer Gießerei, die nicht weit von der Kirche entfernt lag, mehrfach Glocken für die katholische Kirche in Hemelingen: 1883 (zwei Glocken), 1901 (eine Glocke) 1922 (eine Glocke) 1926 (zwei Glocken), 1930 (eine Glocke) und nach dem Krieg 1952 wieder drei Glocken. Die meisten Glocken waren von den Ottos gestiftet worden. Die Glocken vor 1945 wurden in den beiden Weltkriegen eingezogen und eingeschmolzen. Die Kirche verfügt heute wieder über ein dreistimmiges Geläut, das 1952 erneut von der Gießerei Otto gefertigt wurde.
| Glocke | Schlagton | Masse  | Durchmesser | Inschrift                                                                               |
| ------ | --------- | ------ | ----------- | --------------------------------------------------------------------------------------- |
| 1      | g'        | 810 kg | 1100 mm0    | Läute Du unseren Verstorbenen und Gefallenen                                            |
| 2      | a'        | 550 kg | 970 mm      | Schirmherr unserer Kirche schütze uns und unsere Familien                               |
| 3      | h'        | 370 kg | 860 mm      | Heilige Maria, bitte, dass Gott uns den Frieden gebe und allen Streit und Krieg aufhebe |